# HK Dinamo Moscou
Le HK Dinamo Moscou - en russe : Хоккейный клуб Динамо Москва - est un club de hockey sur glace de Moscou en Russie. Il s'agit de la section hockey du club omnisports du Dinamo Moscou.

## Historique

Le logo jusqu'en 2011

L'histoire du club est lié à l'histoire de hockey sur glace en Russie. En effet, il est le seul club à avoir participé à tous les championnats au plus haut niveau national. Il a vu le jour en 1946 avec la création d'une section hockey sur glace au sein du Dinamo, fondé le 18 avril 1923. Le 22 décembre 1946, le Dinamo débute dans le championnat d'URSS. Le premier but est signé de l'entraîneur-joueur Arkadi Tchernychiov. Le 26 décembre 1946, le Dinamo remporte la plus large victoire de son histoire 23-0 contre le Spartak Oujgorod. En 1946, le Dinamo remporte le premier titre de champion d'URSS. Tchernychiov a entraîné l'équipe pendant 28 ans remportant un nouveau titre en 1954 ainsi que deux Coupe d'Union Soviétique en 1953 et 1972.
Durant cette période, les lignes offensives les plus réputées du Dinamo sont celle formée par Iouri Krylov - Aleksandr Ouvarov - Valentin Kouzine et celle composée de Stanislav Petoukhov - Vladimir Iourzinov - Iouri Volkov. Les individualités les plus célèbres sont les défenseurs Vitali Davydov et Valeri Vassiliev et l'attaquant Aleksandr Maltsev. Vladimir Iourzinov succède à Tchernychev en 1974 et remporte la Coupe d'URSS en 1976. Le Dinamo compte notamment sur son trio offensif composé de Piotr Prirodine et des frères Golikov et Aleksandr Golikov. La plus large défaite de l'équipe 11-1 est datée du 16 mars 1985 contre le HK CSKA Moscou. Durant la domination du hockey soviétique par le CSKA Moscou, le Dinamo a dans son effectif des joueurs internationaux comme Vassili Pervoukhine, Sergueï Svetlov, Andreï Lomakine et le gardien Vladimir Mychkine. Les entraîneurs se succèdent et le club attend jusqu'en 1991 pour décrocher le championnat d'URSS sous la conduite de Iourzinov revenu deux ans plus tôt.
Le Dinamo remporte le Championnat de la Communauté des États indépendants en 1992. Piotr Vorobiov devient alors entraîneur et le club remporte la MHL, ligue internationale créée par la Russie. Vladimir Goloubovitch mène le Dinamo au titre 1995. Le jeune Maksim Afinoguenov fait ses débuts dans l'équipe. Zinetoula Bilialetdinov mène le club au titre cinq ans plus tard. Puis, Aleksandr Ovetchkine formé au club fait ses débuts en 2001. Le titre national 2005 s'ajoute au palmarès avec un nouvel entraîneur Vladimir Krikounov.
Le premier trophée sur la scène européenne est la Coupe d'Europe des clubs 2006.
Effectif vainqueur de la Coupe d'Europe des clubs champions 2006
| Coupe d'Europe des clubs champions 2006 | Gardiens de but : Vitali Ieremeïev, Oleg Romachko, Sergueï Zviaguine Défenseurs : Dmitri Bykov, Leonid Kanareïkine, Ievgueni Koroliov, Denis Kouliach, Aleksandr Riazantsev, Iakov Rylov, Sergueï Vychedkevitch Attaquants : Aleksandr Kharitonov, Mikhail Hrabowski, Dmitri Kassionov, Iegor Mikhaïlov, Igor Mirnov, Václav Pletka, Konstantin Romanov, Pavel Rosa, Vadim Chakhraitchouk, Dmitri Chitikov, Aleksandr Skougarev, Maksim Souchinski, Albert Vichniakov Entraîneur en chef : Vladimir Krikounov |

En 2009, il intègre une nouvelle compétition en Eurasie, la Ligue continentale de hockey. Il signe alors une affiliation avec le HK Gazprom-OSU de la Vyschaïa Liga pour qu'il devienne son club-école. Le Dinamo est éliminé en demi-finale de la Coupe Gagarine par les Ak Bars Kazan futurs vainqueurs. La saison suivante, le HK Riazan devient le club ferme du Dinamo. Le défenseur Sergueï Vychedkevitch est avec 658 matchs disputés, le joueur ayant disputé le plus de matchs avec le Dinamo. L'équipe en difficulté financière est fusionnée avec le HK MVD à l'issue de la saison pour devenir le OHK Dinamo.
Le 30 avril 2010, Aleksandr Medvedev, président de la Ligue continentale de hockey (KHL) annonce la fusion entre le HK Dinamo Moscou, en difficultés financières, et le HK MVD, finaliste quelques jours plus tôt de la Coupe Gagarine 2010. L'entraîneur est Oļegs Znaroks jusque-là à la tête du HK MVD est conservé dans ses fonctions. L'équipe prend pendant quelque temps le nom d'OHK Dinamo. En 2012, l'équipe reprend son ancien nom de HK Dinamo Moscou.

## Palmarès
Compétitions nationales
- KHL
  - 2012, 2013.

- Championnat de Russie
  - 2000, 2005.

- Ligue internationale :
  - 1993, 1995.

- Championnat d'Union Soviétique :
  - 1947, 1954, 1990, 1991, 1992.

- Coupe d'Union Soviétique :
  - 1953, 1972, 1976

Compétitions internationales
- Coupe d'Europe des clubs champions :
  - 2006

- Coupe Spengler :
  - 1983, 2008.

- Coupe Tampere :
  - 1991, 1992 .

- Coupe Ahearne :
  - 1975, 1976.

## Entraîneurs
- Arkadi Tchernychev 1946-1974
- Vladimir Iourzinov 1974-1979
- Vitali Davydov 1979-1981
- Vladimir Kisselev 1981-1984
- Iouri Moïsseïev 1984-1989
- Vladimir Iourzinov 1989-1992
- Piotr Vorobiov 1992-1993
- Vladimir Goloubovitch 1994-1996
- Iouri Ochnev 1996-1997
- Zinetoula Bilialetdinov 1997-2000
- Vladimir Semionov 2000-2002
- Zinetoula Bilialetdinov 2002-2004
- Vladimir Krikounov 2004-2008
- Vladimír Vůjtek Sr. 2008-2009
- Sergueï Kotov Juin 2009 - Septembre 2009
- Andreï Khomoutov Octobre 2009 - 2010
- Oleg Znarok 2010 - 2014

## Saisons après saisons
Pour la signification des abréviations, voir Statistiques du hockey sur glace

### Saisons en KHL
| Saison    | PJ | V  | VP | VTB | D  | DP | DTB | BP  | BC  | Pts | Classement | Séries éliminatoires |
| --------- | -- | -- | -- | --- | -- | -- | --- | --- | --- | --- | ---------- | --- |
| 2008-2009 | 56 | 27 | 4  | 3   | 17 | 2  | 3   | 184 | 143 | 100 | 7e/24      | Dinamo Riga 3-0 (huitième de finale) HK CSKA Moscou 3-0 (quart de finale) Ak Bars Kazan 4-2 (demi-finale)                                                    |
| 2009-2010 | 56 | 28 | 2  | 3   | 16 | 3  | 4   | 166 | 151 | 101 | 5e/24      | HK Spartak Moscou 3-1 (huitième de finale) |
| 2010-2011 | 54 | 28 | 1  | 1   | 16 | 4  | 4   | 149 | 131 | 96  | 6e/23      | Dinamo Riga 4-2 (huitième de finale) |
| 2011-2012 | 54 | 31 | 1  | 3   | 15 | 1  | 3   | 144 | 116 | 105 | 3e/24      | Dinamo Minsk 4-0 (huitième de finale) Torpedo Nijni Novgorod 4-2 (quart de finale) SKA Saint-Pétersbourg 4-0 (demi-finale) Avangard Omsk 4-3 (finale)        |
| 2012-2013 | 52 | 27 | 3  | 6   | 14 | 1  | 1   | 150 | 115 | 101 | 4e/24      | HC Slovan Bratislava 4-0 (huitième de finale) HK CSKA Moscou 4-1 (quart de finale) SKA Saint-Pétersbourg 4-2 (demi-finale) Traktor Tcheliabinsk 4-2 (finale) |
| 2013-2014 | 52 | 34 | 2  | 2   | 11 | 5  | 0   | 171 | 113 | 115 | 1er/28     | Lokomotiv Iaroslavl 4-3 (huitième de finale) |
| 2014-2015 | 60 | 35 | 5  | 1   | 13 | 6  | 0   | 172 | 120 | 123 | 5e/28      | Lokomotiv Iaroslavl 4-2 (huitième de finale) SKA Saint-Pétersbourg 4-1 (quart de finale)                                                                     |
| 2015-2016 | 60 | 27 | 3  | 5   | 17 | 2  | 6   | 167 | 126 | 105 | 6e/28      | HK Sotchi 4-0 (huitième de finale) SKA Saint-Pétersbourg 2-4 (quart de finale)                                                                               |
| 2016-2017 | 60 | 29 | 5  | 5   | 16 | 0  | 5   | 164 | 111 | 112 | 4e/29      | Torpedo Nijni Novgorod 4-1 (huitième de finale) SKA Saint-Pétersbourg 1-4 (quart de finale)                                                                  |
| 2017-2018 | 56 | 19 | 1  | 8   | 23 | 2  | 3   | 134 | 139 | 80  | 18e/27     | Non qualifié |
| 2018-2019 | 62 | 27 | 5  | 1   | 23 | 6  | 0   | 153 | 139 | 72  | 10e/25     | Jokerit 4-2 (huitième de finale) HK CSKA Moscou 1-4 (quart de finale)                                                                                        |
| 2019-2020 | 62 | 29 | 6  | 2   | 17 | 3  | 5   | 182 | 144 | 82  | 7e/24      | HK Spartak Moscou 4-2 (huitième de finale) · Non disputé HK CSKA Moscou (quart de finale)                                                                    |
| 2020-2021 | 60 | 34 | 5  | 0   | 15 | 2  | 4   | 195 | 137 | 84  | 3e/23      | Severstal Tcherepovets 4-1 (huitième de finale) SKA Saint-Pétersbourg 1-4 (quart de finale)                                                                  |
| 2021-2022 | 48 | 26 | 2  | 2   | 14 | 2  | 2   | 159 | 119 | 64  | 5e/24      | Severstal Tcherepovets 4-3 (huitième de finale) HK CSKA Moscou 0-4 (quart de finale)                                                                         |
| 2022-2023 | 68 | 29 | 4  | 5   | 19 | 5  | 6   | 174 | 147 | 87  | 6e/22      | Torpedo Nijni Novgorod 2-4 (huitième de finale) |
| 2023-2024 | 68 | 31 | 11 | 4   | 16 | 3  | 3   | 215 | 160 | 98  | 5e/23      | HK Dinamo Minsk 4-2 (huitième de finale) Traktor Tcheliabinsk 0-4 (quart de finale)                                                                          |
| 2024-2025 | 68 | 37 | 2  | 3   | 21 | 2  | 3   | 204 | 167 | 89  | 5e/23      | SKA Saint-Pétersbourg 4-2 (huitième de finale) Ak Bars Kazan 4-2 (quart de finale) Traktor Tcheliabinsk 1-4 (demi-finale)                                    |